# Novodevitjekyrkogården

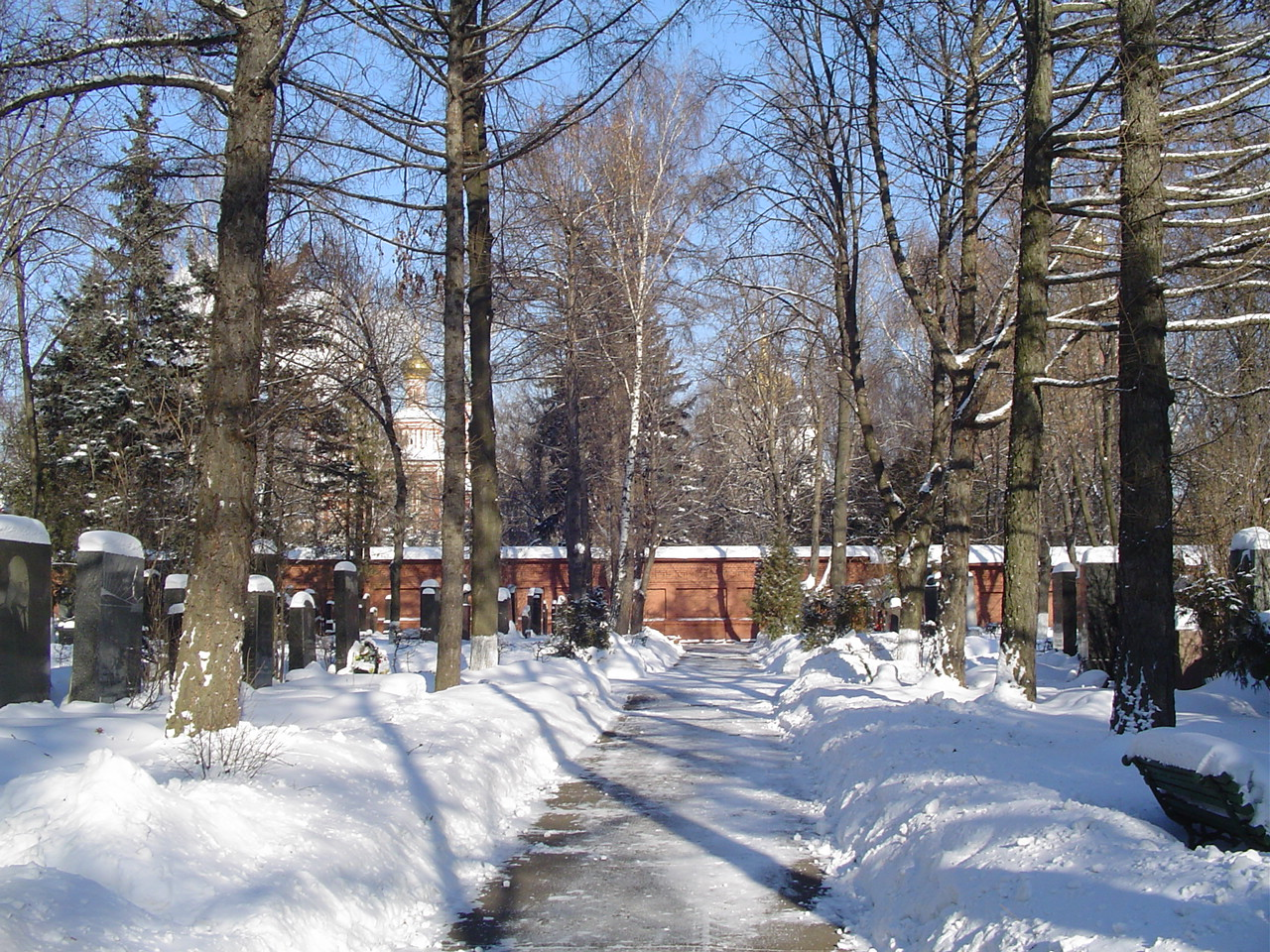
Novodevitjekyrkogården vintertid.

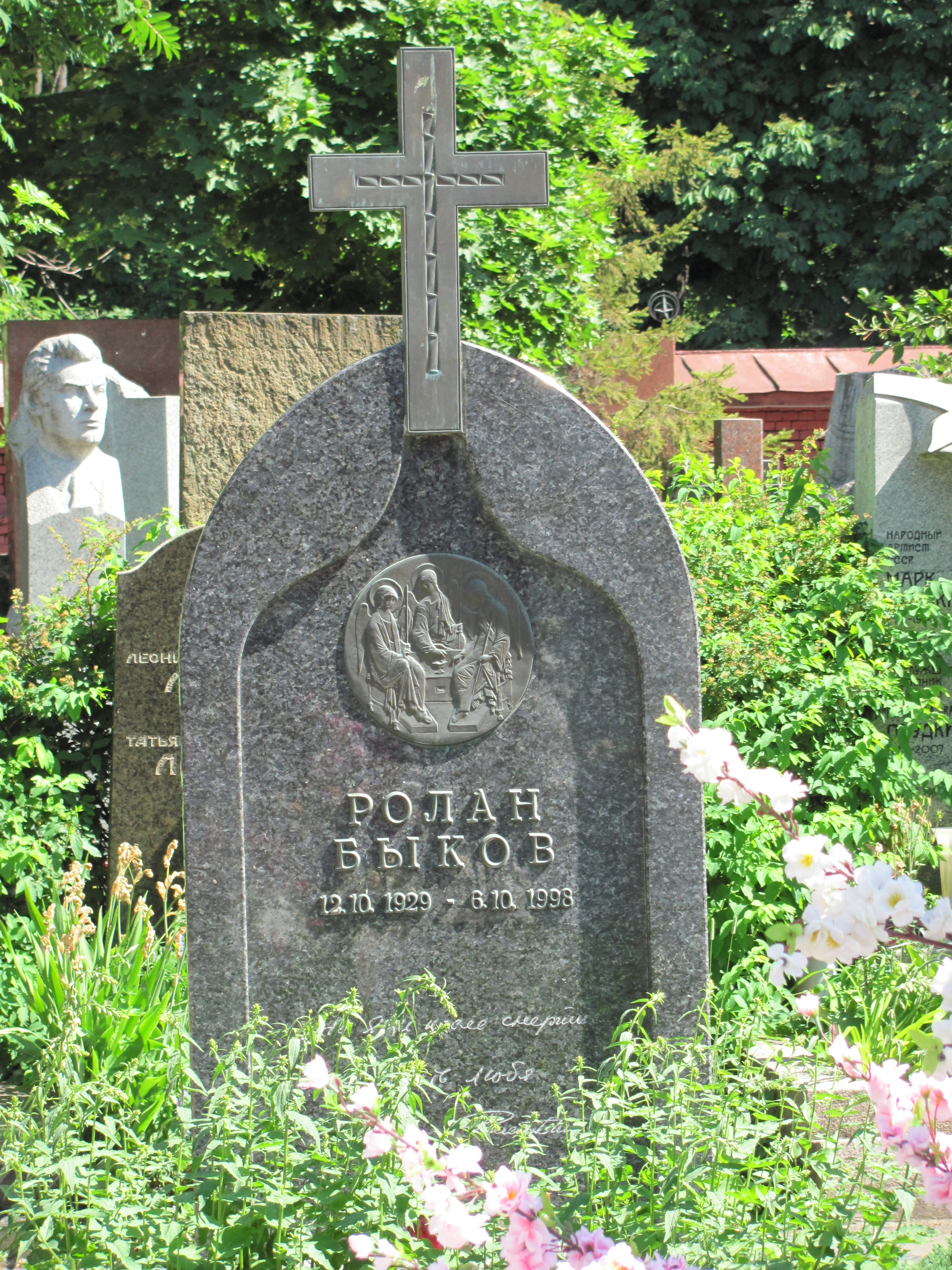
Skådespelaren Rolan Bykovs grav på Novodevichykyrkogården.

Novodevitjekyrkogården (ryska: Новодевичье кладбище: Novodevitje kladbisjtje) är den mest kända begravningsplatsen [källa behövs] i Moskva i Ryssland. Den är belägen intill världsarvet Novodevitjijklostret, och är stadens tredje mest besökta turistattraktion på grund av alla kända personer som ligger begravda där. Novodevitjekyrkogården invigdes 1898. Under Sovjettiden begravdes några av de mest kända statsmännen istället vid och i själva Kremlmuren. 

## Berömda personer begravda här
- Nadezjda Allilujeva-Stalina (1901–1932), hustru till Josef Stalin.
- Nikolaj G. Basov (1922-2001), fysiker, nobelpristagare
- Pavel Beljajev (1925–1970), kosmonaut
- Georgij Beregovoj (1921–1995), kosmonaut
- Sergej Bondartjuk (1920–1994), regissör och skådespelare
- Valerij Brjusov (1873–1924), författare
- Michail Bulgakov (1881–1940), manusförfattare och författare
- Nikolaj Bulganin (1895–1975), statsman
- Anton Tjechov (1860–1904), författare
- Pavel Tjerenkov (1904–1990), nobelpristagare i fysik
- Georgij Tjitjerin (1872–1936), statsman
- Ilja Ehrenburg (1891–1967), författare
- Sergej Eisenstein (1898–1948), regissör
- Aleksandr Fadejev (1901–1956), författare
- Jekaterina Furtseva (1901–1974), politiker
- Emil Gilels (1916–85), pianist
- Nikolaj Gogol (1809–1852), författare
- Raisa Gorbatjova (1932–1999), hustru till Michail Gorbatjov
- Andrej Gromyko (1909–1989), statsman
- Sergej Iljusjin (1894–1977), flygplanskonstruktör
- Boris Jeltsin (1931–2007), Rysslands president 1991–1999
- Nikita Chrusjtjov (1894–1971), statsman
- Pjotr Kropotkin (1842–1921), Rysslands främste anarkist
- Aleksandr Lebed (1950–2002), generallöjtnant och politiker
- Lev Landau (1908–1968), nobelpristagare i fysik
- Isaak Levitan (1860–1900), konstnär
- Vladimir Majakovskij (1893–1930), poet
- Vjatjeslav Molotov (1890–1986), politiker
- Sergej Obraztsov (1901–1992), dockteater
- Nikolaj Ogarjov (1813–1877), författare/poet
- David Ojstrach (1908–1974), violinvirtuos
- Aleksandr Oparin (1894–1980), naturvetenskapsman
- Ludmila Pavlitjenko (1916–1974), prickskytt
- Boris Polevoj (1908–1981), författare
- Sergej Prokofjev (1891–1953), kompositör
- Svjatoslav Richter (1915–97), pianist
- Mstislav Rostropovitj (1927–2007), cellist
- Lidija Ruslanova (1900–1973), folksångerska
- Valentin Serov (1865–1911), författare och skådespelare
- Fjodor Sjaljapin (1873–1938), operasångare
- Dmitrij Sjostakovitj (1906–1975), kompositör
- Aleksej Sjtjusev (1873–1949), arkitekt
- Vasilij Sjuksjin (1929–1974), författare och skådespelare
- Konstantin Stanislavskij (1863–1938), regissör och teoretiker i den moderna teatern
- German Titov (1935–2000), kosmonaut
- Andrej Tupolev (1888–1972), flygplanskonstruktör
- Vasilij Ulrich (1889–1951), militärdomare
- Polina Zjemtjuzjina (1897–1970), politiker, hustru till Vjatjeslav Molotov